# Tecnica di criofrattura
La tecnica della criofrattura permette di suddividere il doppio strato lipidico della membrana cellulare.
Questa tecnica funziona attraverso il congelamento degli strati lipidici in modo rapido, per poi essere sottoposto ad un forte colpo da parte di una lama composta da diamanti. La frattura che ne segue divide i due strati come due mono-strati mostrando la superficie interna di ognuno di essi detti faccia E ovvero esoplasmatica e faccia P ovvero protoplasmatica.